# 玉山瑞香
玉山瑞香（学名：Daphne morrisonesis）为瑞香科瑞香属下的一个种。

## 扩展阅读
- 維基物種上的相關：玉山瑞香